# Архиепархия Сиэтла

Герб архиепархии Сиэтла

Архиепархия Сиэтла (лат. Archidioecesis Seattlensis) — архиепархия Римско-Католической церкви с центром в городе Сиэтл, штат Вашингтон, США. В митрополию Сиэтла входят епархии Спокана, Якимы. Кафедральным собором архиепархии Сиэтла является Собор Святого Иакова.

## История
31 мая 1850 года Святой Престол учредил епархию Несквалли, выделив её из епархии Уолл-Уоллы (упразднена 29 июля 1853 года).
11 сентября 1907 года епархия Несквилли была переименована в епархию Сиэтла. 17 декабря 1913 года епархия Сиэтла передала часть своей территории новой епархии Спокана.
23 июня 1951 года епархия Сиэтла передала часть своей территории новой епархии Якимы. В этот же день епархия Сиэтла была возведена в ранг архиепархии.

## Ординарии архиепархии
- епископ Огюстен-Маглуар Александр Бланше[англ.] (31.05.1850 — 23.12.1879)
- епископ Эгидиус Юнгер[англ.] (06.08.1879 — 26.12.1895)
- епископ Эдвард Джон О’Ди[англ.] (13.06.1896 — 25.12.1932)
- епископ Джеральд Шонесси[англ.] (01.07.1933 — 18.05.1950)
- архиепископ Томас Артур Коннолли[англ.] (18.05.1950 — 13.02.1975)
- архиепископ Рэймонд Герхардт Хунтхаузен[англ.] (25.02.1975 — 21.08.1991)
- архиепископ Томас Джозеф Мëрфи[англ.] (21.08.1991 — 26.06.1997)
- архиепископ Александр Джозеф Брунетт[англ.] (28.10.1997 — 16.09.2010)
- архиепископ Джеймс Питер Сартен[англ.] (16.09.2010 — 03.09.2019)
- архиепископ Пол Деннис Этьен (с 03.09.2019)

## Источник
- Annuario Pontificio, Libreria Editrice Vaticana, Città del Vaticano, 2003, ISBN 88-209-7422-3.